# Biblioteca presidenziale

Logo della Biblioteca presidenziale

Si definisce biblioteca presidenziale (in inglese Presidential Library) una rete di biblioteche degli Stati Uniti, ciascuna delle quali istituita da un ex Presidente da cui prende il nome. Queste non sono biblioteche vere e proprie, ma luoghi dove sono conservati e resi disponibili i documenti, i registri, le collezioni storiche e altri oggetti appartenuti ad ogni Presidente.

## Panoramica

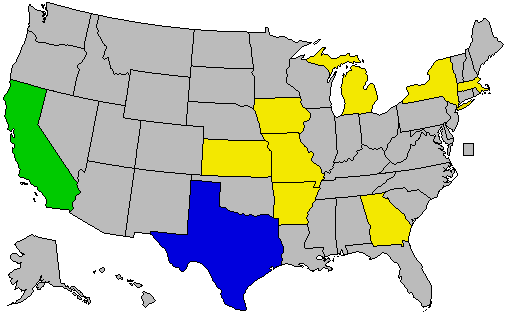
Mappa delle biblioteche presidenziali, amministrate dalla NARA suddivise per stato.
- Stati colorate in giallo hanno 1 biblioteca,
- California (verde) 2 biblioteche,
- Texas (blu) 3 biblioteche.

Il sistema delle biblioteche presidenziali ebbe inizio ufficialmente nel 1939, quando il presidente Franklin Delano Roosevelt donò gran parte della sua biblioteca ed altri documenti ed oggetti personali al Governo federale. In seguito venne aggiunta anche quella di Herbert Hoover, e tutti i presidenti successivi a Roosevelt ne hanno istituito una.
Esistono attualmente 22 biblioteche presidenziali, delle quali 14 sono gestite dalla National Archives and Records Administration (NARA), con sede a Washington. L'ultima in ordine di costruzione è la "George W. Bush Presidential Library and Museum" a Dallas (Texas), inaugurata in aprile 2013.

## Lista delle biblioteche presidenziali
- La lista è ordinata in base alla successione storica dei presidenti.
- Sono incluse anche le biblioteche di presidenti precedenti a Herbert Hoover, non gestite dal NARA.

| #   | Presidente                | Nome                                                | Località                                     | Immagine |
| 1°  | George Washington         | National Library for the Study of George Washington | Mount Vernon (Virginia)                      |          |
| 3°  | Thomas Jefferson          | International Center for Jefferson Studies          | Charlottesville (Virginia)                   |          |
| 6°  | John Quincy Adams         | Stone Library at Adams National Historical Park     | Quincy (Massachusetts)                       |          |
| 16° | Abraham Lincoln           | Abraham Lincoln Presidential Library and Museum     | Springfield (Illinois)                       |          |
| 18° | Ulysses Grant             | Ulysses S. Grant Presidential Library               | Starkville (Mississippi)                     |          |
| 19° | Rutherford Hayes          | Rutherford B. Hayes Presidential Center             | Fremont (Ohio)                               |          |
| 25° | William McKinley          | William McKinley Memorial Library                   | Canton (Ohio)                                |          |
| 28° | Woodrow Wilson            | Woodrow Wilson Presidential Library                 | Staunton (Virginia)                          |          |
| 30° | Calvin Coolidge           | Calvin Coolidge Presidential Library and Museum     | Northampton (Massachusetts)                  |          |
| 31° | Herbert Hoover            | Herbert Hoover Presidential Library and Museum      | West Branch (Iowa)                           |          |
| 32° | Franklin Delano Roosevelt | Franklin D. Roosevelt Presidential Library          | Hyde Park (New York)                         |          |
| 33° | Harry Truman              | Harry S. Truman Presidential Library                | Independence (Missouri)                      |          |
| 34° | Dwight D. Eisenhower      | Dwight D. Eisenhower Presidential Center            | Abilene (Kansas)                             |          |
| 35° | John F. Kennedy           | John Fitzgerald Kennedy Library                     | Boston (Massachusetts)                       |          |
| 36° | Lyndon B. Johnson         | Lyndon B. Johnson Library and Museum                | Austin (Texas)                               |          |
| 37° | Richard Nixon             | Richard Nixon Presidential Library and Museum       | Yorba Linda (California)                     |          |
| 38° | Gerald R. Ford            | Gerald R. Ford Presidential Library                 | Grand Rapids (Michigan) Ann Arbor (Michigan) |          |
| 39° | Jimmy Carter              | Jimmy Carter Library and Museum                     | Atlanta (Georgia)                            |          |
| 40° | Ronald Reagan             | Ronald Reagan Presidential Library                  | Simi Valley (California)                     |          |
| 41° | George H. W. Bush         | George Bush Presidential Library                    | College Station (Texas)                      |          |
| 42° | Bill Clinton              | William J. Clinton Presidential Center              | Little Rock (Arkansas)                       |          |
| 43° | George W. Bush            | George W. Bush Presidential Library and Museum      | Dallas (Texas)                               |          |